# Kvindelig Fremskridtsforening
Kvindelig Fremskridtsforening (KF) var en dansk kvinnosaksförening verksam mellan 1885 och 1904, grundad av Elisabet Ouchterlony och Matilde Bajer som en motpol till Dansk Kvindesamfund, som de själva var med om att grunda 1871.

## Historik
Till skillnad mot Dansk Kvindesamfunds moderata hållning var KF mer radikalt och socialistiskt inriktat med en stor tillslutning av fackligt engagerade arbetarkvinnor. En annan betydande skillnad mellan de båda föreningarna var att KF endast hade kvinnliga medlemmar. 
Båda gav dock sitt stöd till folketingsledamoten Fredrik Bajers förslag från 1886 om kvinnlig rösträtt i de kommunala valen. Efter valet, och på grund av det konservativa Højres majoritet i den danska riksdagens första kammare Landstinget, blev förslaget nedröstat. 
Då lagförslaget lades fram en andra gång 1887 arrangerade KF ett stort och offentligt protestmöte där kvinnornas rösträttskrav utvidgades till att också omfatta riksdagsvalen. 
1888 stod föreningen värd för ett stort nordiskt möte med fokus på frågan om kvinnlig rösträtt.
Utöver kraven på kvinnlig rösträtt prioriterade KF också frågor rörande fred och arbetares rättigheter. Det fick som konsekvens att Kvindevalgretsforeningen grundades 1889 som en ren rösträttsförening. Tillsammans med kvinnornas fackföreningar och Kvindevalgretsforeningen skapade KF den instabila alliansen De samlede Kvindeforeninger (1890–1893). Efter en längre tids stagnation upplöstes föreningen 1904.

## Ordförande
- Matilde Bajer (1885–1889)
- Johanne Meyer (1889–1891)